# Тузкол
Тузкол (Тузколь, каз. Тұзкөл) — село в Райымбекском районе Алматинской области Казахстана. Входит в состав Карасазского сельского округа. Находится примерно в 62 км к востоку от села Кеген. Код КАТО — 195851200.

## Население
В 1999 году население села составляло 544 человека (286 мужчин и 258 женщин). По данным переписи 2009 года, в селе проживали 553 человека (292 мужчины и 261 женщина).

## Топографические карты
- Лист карты K-44-29 Тузколь. Масштаб: 1 : 100 000. Издание 1973 г.